# 175282 Benhida
175282 Benhida este o planetă minoră (asteroid) din centura de asteroizi. A fost descoperită pe 1 iunie 2005 la Vicques⁠(d) de Michel Ory⁠(d). 
Obiectul prezintă o orbită caracterizată de o semiaxă mare de 2,6944214719183 UAi, o excentricitate de 0,19, o înclinație de 8,8 ° în raport cu ecliptica.